# Kuleșiv, Mîronivka
Kuleșiv (în ucraineană Кулешів) este un sat în comuna Makedonî din raionul Mîronivka, regiunea Kiev, Ucraina.

## Demografie
Componența lingvistică a localității Kuleșiv
     Ucraineană (93,55%)
     Rusă (6,45%)
Conform recensământului din 2001, majoritatea populației localității Kuleșiv era vorbitoare de ucraineană (93,55%), existând în minoritate și vorbitori de rusă (6,45%).